# العلاقات الجنوب سودانية الطاجيكستانية
العلاقات الجنوب سودانية الطاجيكستانية هي العلاقات الثنائية التي تجمع بين جنوب السودان وطاجيكستان.

## مقارنة بين البلدين
هذه مقارنة عامة ومرجعية للدولتين:
| وجه المقارنة                                              | جنوب السودان                  | طاجيكستان                          |
| --------------------------------------------------------- | ----------------------------- | ---------------------------------- |
| المساحة (كم2)                                             | 619.75 ألف                    | 143.10 ألف                         |
| عدد السكان (نسمة)                                         | 12.58 مليون                   | 8.92 مليون                         |
| الكثافة السكانية (ن./كم²)                                 | 20.3                          | 62.33                              |
| العاصمة                                                   | جوبا                          | دوشنبه                             |
| اللغة الرسمية                                             | لغة إنجليزية                  | اللغة الطاجيكية                    |
| العملة                                                    | جنيه جنوب سوداني، جنيه سوداني | ساماني طاجيكي، الروبل الطاجيكستاني |
| الناتج المحلي الإجمالي (بليون دولار)                      | 2.90 مليار                    | 7.15 مليار                         |
| الناتج المحلي الإجمالي (تعادل القوة الشرائية) بليون دولار | 22.88 مليار                   | 24.03 مليار                        |
| الناتج المحلي الإجمالي الاسمي للفرد دولار أمريكي          | 73                            | 925                                |
| الناتج المحلي الإجمالي للفرد دولار أمريكي                 | 2.02 ألف                      | 2.69 ألف                           |
| مؤشر التنمية البشرية                                      | 0.467                         | 0.624                              |
| رمز المكالمات الدولي                                      | +211                          | +992                               |
| رمز الإنترنت                                              | .ss                           | .tj                                |
| المنطقة الزمنية                                           | ت ع م+03:00                   | ت ع م+05:00                        |

## منظمات دولية مشتركة
يشترك البلدان في عضوية مجموعة من المنظمات الدولية، منها:
| علم المنظمة | اسم المنظمة                        | تاريخ انضمام جنوب السودان | تاريخ انضمام طاجيكستان |
| ----------- | ---------------------------------- | ------------------------- | ---------------------- |
|             | مؤسسة التنمية الدولية              | 18 أبريل 2012             | 4 يونيو 1993           |
|             | مؤسسة التمويل الدولية              | 18 أبريل 2012             | 2 ديسمبر 1994          |
|             | الأمم المتحدة                      | 14 يوليو 2011             | 2 مارس 1992            |
|             | الاتحاد الدولي للاتصالات           | 3 أكتوبر 2011             | 28 أبريل 1994          |
|             | منظمة الشرطة الجنائية الدولية      | ?                         | ?                      |
|             | البنك الدولي للإنشاء والتعمير      | 18 أبريل 2012             | 4 يونيو 1993           |
|             | الاتحاد البريدي العالمي            | ?                         | ?                      |
|             | وكالة ضمان الاستثمار متعدد الأطراف | 18 أبريل 2012             | 9 ديسمبر 2002          |
|             | يونسكو                             | 27 أكتوبر 2011            | 6 أبريل 1993           |

## وصلات خارجية
- موقع وزارة الخارجية الجنوب سودانية